# 小明雄
小明雄（1954年—？），本名吴小明，笔名小明雄、Samshasha，是一位长期在香港进行争取同性恋权利的活动家，也是第一个研究中国同性恋历史的作家。

## 简介
1954年小明雄生于香港，其父母是来自中國大陸。他的父亲曾经经营伐木厂，后来在二战中日本占领香港破产。他16岁时从高中毕业，在1971年前往美国的一所大学接受教育。他先到了美国路易斯安那州，之后前往德克萨斯州奥斯汀。而当时那里正展开着将影响整个西方世界的性革命。
在那里，他遇见了公开承认自己同性恋身份的同学们，还第一次读到了宣传同性恋平等革命的著作。在毕业后，小明雄曾短暂地回到香港，不久又回到纽约乡下。1976年，他在纽约攻读地质学研究生。然而他的关注很快转向了石牆暴動之后的纽约社会。在此后的数年里，他就通过第一手资料研究城市中同性恋的新生活方式，采访了最早的同志书店店主、同性恋父母以及不同种族的同性恋者等人士。在1979年6月，他作为亚裔美国人代表参加了一个代表团，前往白宫为同性恋者争取权利。在那里，他与吉米·卡特的一位秘书会晤，同时并对美国移民程序表示了关注。
1979年10月，小明雄发表了在《城市杂志》号外上的第一篇文章《American Gays》。1979年年尾，小明雄回到英国殖民下的香港。当时在香港同性恋仍然是违法的，可被判处无期徒刑。随后，他很快就通过当时的《城市》杂志编辑发现了当时唯一一家本地的地下同性恋酒吧“约会台”。在酒吧里他遇到了一个有钱的中国商人，此人资助了小明雄的第一个关于同性恋革命的中文出版物《一个中国同性恋的宣言》。在这以后他在1981年发行了地下期刊《粉红三角》和书籍《同性戀問題 25 講》。公众的反应还为小明雄赢得了《城市》杂志的栏目空间，使得他能够公开地传播有关同性恋的信息和建议。在之后五年多的筹备工作下，覆盖面广阔的《中国同性爱史录》在1984年发表。

### 纪实文学
- 《中国同性爱史录》（中国，1984年，修订了1997年）

### 小册子
- 《一个中国同性恋的宣言》（中文，1980年）
- 《同性戀問題25講》（中文，1981年）
- 《同性爱问题三十讲》（中文，1989年）

### 时事通讯
- 《粉红三角》（中文，1980年1月）